# Uraria candida
Uraria candida là một loài thực vật có hoa trong họ Đậu. Loài này được Backer miêu tả khoa học đầu tiên.